# كيتي أشورث
كيتي أشورث (بالإنجليزية: Katy Ashworth)‏ هي مقدمة تلفزيونية ومذيعة بريطانية، ولدت في 2 أغسطس 1986.

## وصلات خارجية
- الموقع الرسمي
- كيتي أشورث على موقع IMDb (الإنجليزية)